# Сахарнов Василь Олексійович
Сахарнов Василь Олексійович  ( 8 січня 1914, Нижній Новгород - 2012  ) - радянський конструктор зварювальних машин, лауреат Ленінської премії 1966 року.

## Біографія
Працював в конструкторському бюро заводу  Червоне Сормово , який виробляв двигуни для підводних човнів, а під час війни - і для бронетанкової техніки .
У 1951 р перейшов в ІЕЗ ім. Е. О. Патона, де понад 40 років очолював конструкторський відділ. На пенсію вийшов у 2010 році, у віці 96 років.
За його участю був розроблений дослідний зразок машини для контактного стикового зварювання залізничних рейок в польових умовах К134 (1957).
За модель КЗ55 разом з технологами В. К. Лебедєвим, С. І. Кучук-Яценко і С. А. Солодовникова нагороджений Ленінською премією. На основі К355 в Радянському Союзі було створено ціле покоління підвісних рейкозварювальних машин.
В кінці 1960-х рр. брав участь у створенні машин для зварювання труб великого діаметра, блоків картеров потужних дизелів, складних алюмінієвих профілів великих поперечних перерізів для літальних апаратів .
За створення обладнання для контактного стикового зварювання нагороджений золотими, срібними та бронзовими медалями ВДНГ .
Автор понад 300 авторських свідоцтв на винаходи та 200 патентів. Заслужений винахідник УРСР (1974), заслужений машинобудівник України (2009), лауреат Державних премій СРСР (1986) і УРСР (1973).
Василь Сахарнов помер у 2012 році у віці 98 років.